# Charlottenlunds slott
Denna sida handlar om Charlottenlunds slott i Skåne. För det danska slottet med samma namn, se Charlottenlunds slott (Danmark)
Charlottenlunds slott är ett slott i Snårestads socken i Ystads kommun.
Charlottenlund ligger cirka 8 km väster om Ystad. Slottet är byggt 1849 i medeltidsromantisk stil, med en öppen ljusgård med galleri.

## Historia
Från början tillhörde Charlottenlund Marsvinsholms gods och hette då Snårestads säteri. Gården avstyckades 1841 och köptes 1848 av greve Arvid Posse. Det var han som lät uppföra den nuvarande huvudbyggnaden. 1902 köptes godset av danskfödde Jacob Lachmann. Det ägs fortfarande av ättlingar till honom.